# 9e régiment de hussards (France)
Le 9e régiment de hussards est une unité de l’armée française, créée sous la Révolution et actuellement dissoute.

## Création et différentes dénominations
Le 9e RH est un régiment à double héritage.
- 2 septembre 1792 : levée des hussards de la Liberté. Le 2e corps des Hussards de la liberté est organisé par décret royal du 23 novembre 1792.
- 25 mars 1793 : le 2e escadron des hussards de la Liberté forme le 10e régiment de hussards
- 4 juin 1794 : après la trahison du 4e régiment de hussards, le régiment est renommé 9e régiment de hussards[1]
- 12 mai 1814 : les restes du 9e hussards sont versés dans le régiment de Berry-hussards, no  6
- 27 septembre 1840 :
- 4 mai 1856 : licenciement du 9e régiment de hussards
- 1er avril 1871 : le régiment des guides de la Garde impériale devient 9e régiment de hussards
- 1er avril 1921 : dissous à Chambéry
- 20 mai 1956 : recréation du 9e régiment de hussards
- 1er juin 1964 : dissous, il est devenu le 18e régiment de dragons
- 1er juillet 1964 : recréé à partir du 1er régiment de spahis algériens
- 1979 : dissolution

## Chefs de corps
- 1792 : chef-de-brigade Jacques-Polycarpe Morgan (**)
- 1794 : chef-de-brigade Thierry
- 1798 : chef-de-brigade Nicolas Ducheyron
- 1801 : chef-de-brigade Guyot
- 1805 : colonel Jean Baptiste Barbanègre
- 1806 : colonel Pierre Edmé Gautherin
- 1809 : colonel Pierre Edmé Gautherin
- 1809 : colonel Louis Charles Grégoire Maignet
- 1812 : colonel Louis Charles Grégoire Maignet
- 1840 : colonel François Eustache de Fulque d'Oraison
- 1848 : colonel Morin

colonels du régiment des Guides de la Garde Impériale
- 1852 : colonel Fleury
- 1860 : colonel de Montaigu
- 1866 : colonel Joachim Murat, 4e prince Murat
- 1870 : colonel de Percin de Northumberlain

colonels du 9e hussards depuis 1871
- 1871 : colonel Friant
- 1875 : colonel de Gail
- 1884 : colonel Plessis
- 1889 : colonel Ozenne
- 1898 : colonel Devezeaux de Rancougne
- 1906 : colonel de Bremond d'Ars
- 1907 : colonel de Villeneuve-Bargemon
- 1912 : colonel Burette
- 1918 : colonel Bezard
- 1956 : colonel de Lizeray
- 1957 : colonel Delage de Luget
- 1959 : colonel de Chazelles
- 1961 : colonel Tartinville
- 1963 : colonel Abrial
- 1964 : colonel Poumarède
- 1965 : lieutenant-colonel Mazarguil
- 1967 : lieutenant-colonel de Royer
- 1970 : lieutenant-colonel Barazer de Lannurien
- 1971 : lieutenant-colonel Aigueperse
- 1972 : lieutenant-colonel Aigueperse puis lieutenant-colonel Huon de Kermadec
- 1975 : Lieutenant-colonel Préaud
- 1977 : colonel Dupont de Dinechin.

## Historique des garnisons, combats et batailles

### Ancien Régime

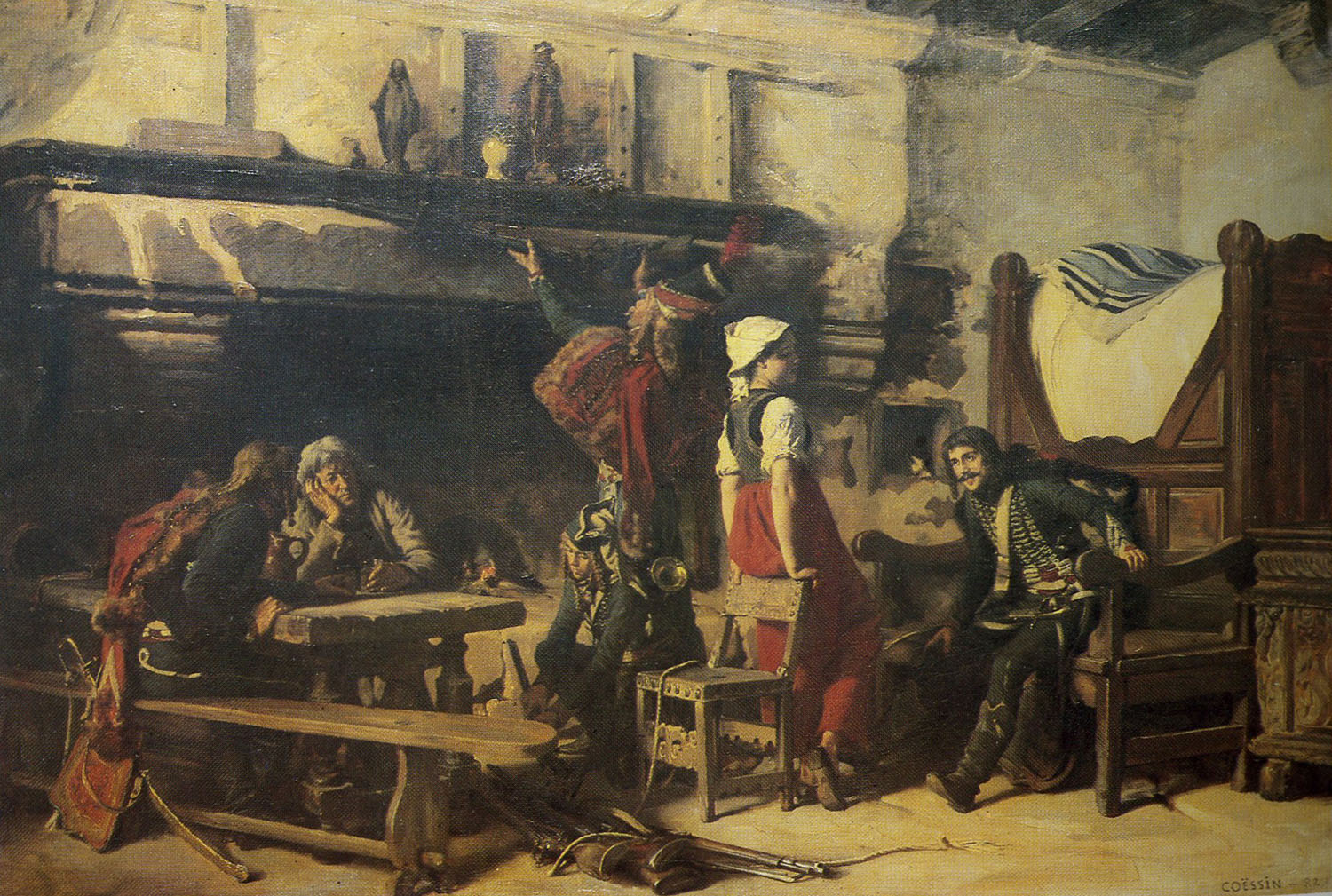
Pacification de la Vendée par le 9e hussards

Inexistant.

### Guerres de la Révolution et de l'Empire

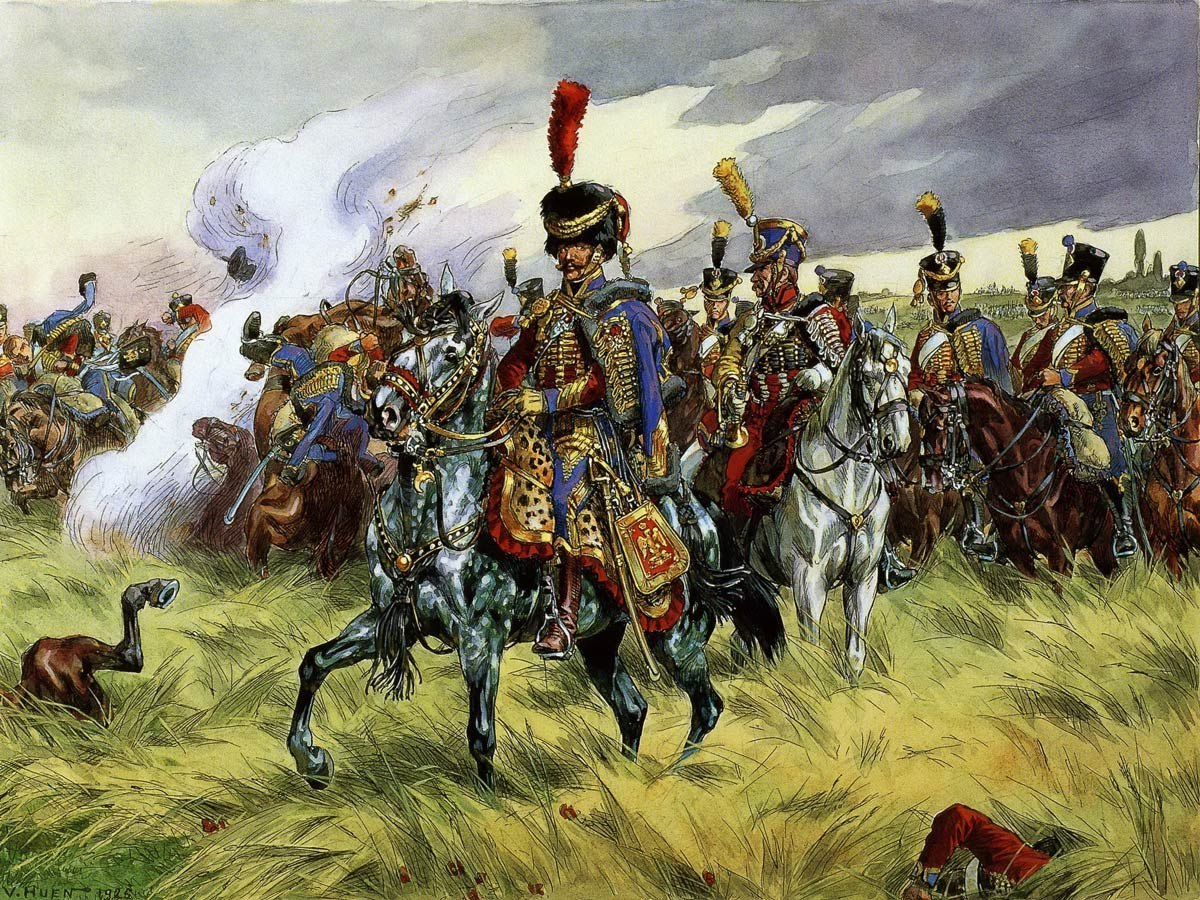
9e Hussards en 1809

- 1792 :Issu du 2e corps des Hussards de la Liberté organisé par Décret Royal en date du 23 novembre 1792, le régiment prend le numéro 9 dans l'ordre de bataille des Hussards par Décret de la Convention du 4 juin 1793.
- 1794 :
  - Armée du Nord
- 1795 : pacification de la Vendée (fin de la guerre de Vendée)
- An VI :
  - Armée de Rhin-et-Moselle
- 1799 : Deuxième bataille de Zurich
- 1800 : Bataille de Hohenlinden.
- 1805 :
  - 2 décembre : Bataille d'Austerlitz.
- 1806 : Campagne de Prusse et de Pologne
  - 14 octobre : Bataille d'Iéna
  - Ordre de bataille lors de la bataille de Pultusk (26 décembre 1806)Commandement: Maréchal Jean Lannes, Général de Division: Suchet;Brigade de Cavalerie Légère:Général de Brigade Treillard: Régiments engagés 9e et 10e HUSSARDS, 21e régimentde Chasseurs à Cheval.
  - Saalfeld,
  - Stettin,
  - Friedland.
- 1809 : batailles d’Eckmühl et de Wagram
- 1812 : campagne de Russie et bataille de la Moskowa
- 1813 : batailles de Bautzen et de Leipzig
- 1814 : Campagne de France
  - 14 février 1814 : Bataille de Vauchamps
  - Bataille de Montmirail
- 1814 : Licencié le 12 mai 1814.

### 1815 à 1848
Le 27 septembre 1840, par décret, Louis-Philippe Ier recrée à Lunéville le 9e régiment de hussards, avec des détachements des 1er, 3e, 4e, 6e hussards et du 9e chasseurs. La couleur de son dolman devient noir et le régiment est surnommé les "Hussards noirs" nom qu'il garde jusqu'à la proclamation du Second Empire.

### Second Empire
Le régiment est dissous à Chartres le 4 mai 1856.

### 1871 à 1914
Le régiment est recréé à Lunel le 1er avril 1871 à partir du régiment des guides de l'ex-Garde et du 9e régiment de cavalerie légère mixte (formé à Châteauroux le 22 janvier 1871).

### Première Guerre mondiale

#### Affectations
- Casernement en 1914, Chambéry, 5e Brigade de cuirassiers à la disposition du 14e corps d'armée.
- 2 août 1914 : il est régiment de reconnaissance du 14e corps. À l'issue de la victoire de la Marne il est envoyé sur la Somme pour tenir un créneau entre le 14e et le 4e Corps, lancés dans la course à la mer. Puis toujours à la pointe du 14e Corps, il est engagé en Champagne en 1915 où son héroïsme lui vaut d'inscrire le nom de cette province sur son étendard. Après avoir participé aux opérations de la Meuse, à la bataille de Verdun, à celles du Chemin des Dames et de la Malmaison, il entre en Alsace. Enfin dans la phase d'exploitation de la deuxième bataille de la Marne il poursuit victorieusement l'ennemi dans les Flandres, dont il inscrit aussi le nom sur son étendard. Le régiment obtient 575 citations durant la Grande Guerre suffisant à donner la mesure de sa valeur.

#### 1914
le régiment est mobilisé le 2 août 1914 aux ordres du colonel Burette, à 6 escadrons, dont 2 de réserve (5e et 6e) :
- 1er escadron : capitaine Grillon
- 2e escadron : capitaine de Sainte-Marie-d'Agneaux
- 3e escadron : capitaine Le Poullen
- 4e escadron : capitaine Braun
- 5e escadron : capitaine Meyrieux
- 6e escadron : capitaine de Rochas d'Aiglun.

Vosges (août) : débarqué dans la région d'Arches-Bruyères dès le 6 août, le régiment a pour mission de relier les 14e et 21e Corps : des éléments sont détachés des 27e et 28e divisions d'infanterie. Le 9e hussards combat sur les cols des Vosges, puis autour du bassin de Saint Dié. Dès le 19 septembre, le régiment est déplacé, par chemin de fer, vers La Somme où il débarque dans la région de Beauvais pour rejoindre Montdidier face au 21e Corps prussien.
À partir du 21 octobre, le 9e hussards se sépare du 14e corps pour rejoindre le 1er Corps de cavalerie : il participe ainsi aux premières opérations dans les Flandres (octobre-décembre). Ramené sur Amiens, le 9e hussards participe aux opérations sur la Somme jusqu'en août 1915.

#### 1915
Le 6 août 1915, le 9e hussards quitte la Somme pour prendre part à l'offensive en Champagne, avec le 14e Corps. Des détachements à pied participent au combat du 26 septembre avec des pertes sensibles. Après les offensives de septembre, le régiment est déplacé dans le secteur de Montbéliard.

#### 1916
D’octobre 1915 à février, le régiment est stationné vers Montbéliard. L'attaque allemande sur Verdun, entraine le déplacement du 14e Corps. Le 9e hussards débarque en Meuse dès le 29 février pour participer au service de place et au service de circulation de la zone. Le régiment reste dans cette zone d'opérations jusqu'en décembre. Les 5e et 6e escadrons sont dissous.

#### 1917
En 1917, le régiment est déplacé sur la Somme, avec le 14e Corps, avant de partir le 28 mai pour le Chemin des Dames, principalement entre Hurtebise et Troyon. Après une petite période de repos, le régiment est de nouveau engagé pendant la bataille de Malmaison du 16 août au 23 octobre. En novembre, le régiment, retiré du front, cantonne dans la région de Villers-Cotterêts.

#### 1918
Le régiment débarque en Alsace, toujours avec le 14e corps, en janvier 1918, dans la région de Dannemarie. Les grandes offensives allemandes entrainent le retour du 14e corps sur la Somme début avril. Les escadrons du 9e hussards sont engagés pendant la Bataille des Monts, le Kemmel, Locre puis ouest de la forêt de Reims, Bligny, Sarcy, Nanteuil-la-Fosse, puis Aubérive.
La base du régiment est toujours à Chambéry où sont formées les jeunes recrues au quartier Saint-Ruth. Le régiment est dissous dans cette ville en 1921 (après être arrivé en 1913 lors des nouveaux groupements de régiments de 1913 à la place du 4e dragons.

### Entre-deux-guerres
Le régiment est dissous le 1er avril 1921.

### Après 1945

#### Guerre d'Algérie
Le régiment est recréé en 1956 au camp de Sissone pour former le régiment de chars de la 13e division d'infanterie, avec trois escadrons de chars légers M24 Chaffee. Il opère à partir de juin 1956 dans la région de Mascara, avec PC à Descartes (aujourd'hui Ben Badis) puis à Crampel (aujourd'hui Redjem Demouche) après mars 1957. Il fournit des escadrons pour soutenir les différents sous-secteurs du dispositif divisionnaire dans la zone centre oranais (ZCO).
Il est doté à partir de mai 1960 de chars légers AMX-13 avec des tourelles FL10. En mars 1961, ses AMX-13/FL-10 sont partiellement remplacés par des AMX-13 à tourelles de M24 Chaffee, considérés comme plus adaptés au conflit algérien,,,,. Engagé à Oran début 1962, le régiment repart pour la France le 24 mars et s'installe à Reims .
Le régiment est dissous le 1er juin 1964[réf. souhaitée].

#### De 1964 à 1979
Le régiment est recréé à partir du 1er régiment de spahis algériens rentré de Médéa à Coulommiers. Le 9e régiment de hussards a tenu garnison à Coulommiers, Provins, puis Sourdun. C'est là qu'il est dissous en 1979. Le 1er juillet 1979, le 2e régiment de hussards déplacé d’Orléans, le remplace à Sourdun[réf. souhaitée].

### Composition
- 4 escadrons de combat
- 1 escadron de commandement et service

## Étendard
Il porte, cousues en lettres d'or dans ses plis, les inscriptions suivantes, :
- Zurich 1799
- Iéna 1806
- Wagram 1809
- La Moskowa 1812
- Champagne 1915
- Flandres 1918
- AFN 1952-1962

## Décorations
Sa cravate est décorée :
- Médaille d'or de la ville de Milan.
- 1914-1918 : quatre citations d'escadrons au corps d'armée.

## Uniforme
- flamme du bonnet : bleu
- collet : bleu
- dolman : rouge
- pelisse : bleu
- parement : bleu
- tresses : jaune
- culotte : bleu
- galons : jaune

Son dolman rouge durant les guerres de la Révolution lui vaut le surnom de hussards rouges.

## Personnalités ayant servi au9eRH
- Antoine-Constant de Brancas, colonel du Premier Empire, chef d'escadron au 9e Hussards en l'an VI
- François Eustache de Fulque, comte d’Oraison, député
- Le comte Roger de Molen, sous-préfet entre 1877 et 1881, fit son service militaire dans ce régiment à Vesoul dans les années 1870

## Sources et bibliographie
- Édouard Louis Marie Ogier d'Ivry, Historique du 9e régiment de hussards, Valence, 1894 (lire en ligne).
- Ministère de la Guerre, Historiques des corps de troupe de l'armée française (1569-1900), Berger-Levrault, 1900 (lire en ligne).
- André Jouineau et Jean-Marie Mongin, Les hussards français, De l'Ancien régime à l'Empire, Paris, Histoire & Collections, 2004.
- Livret d'accueil remis aux nouveaux Hussards lors de l'incorporation (Provins 1970).
- Revue Gloire et Empire; Revue Napoléon Ier.
- Historique du 9e régiment de hussards, Limoges, Henri Charles-Lavauzelle, 1920, 61 p., lire en ligne sur Gallica.
- Thierry Noulens, L'arme blindée et cavalerie en Guerre d'Algérie : adaptation d'un système d'arme en archaïsme et modernité 1954-1962 (thèse de doctorat en histoire), 2011 (présentation en ligne).